# آلاله آبی موئین
آلاله آبی موئین (نام علمی: Batrachium trichophyllum, syn.: Ranunculus trichophyllus) نام یک گونه از سرده آلاله است.